# Лятович (гмина)
Лятович (пол. Latowicz) — сельская гмина (волость) в Польше, входит как административная единица в Миньский повет, Мазовецкое воеводство. Население — 5611 человек (на 2004 год).

## Демография
| Перепись                       | Всего   | Всего | Женщины | Женщины | Мужчины | Мужчины |
| ------------------------------ | ------- | ----- | ------- | ------- | ------- | ------- |
| Единицы                        | человек | %     | человек | %       | человек | %       |
| Население                      | 5611    | 100   | 2802    | 49,9    | 2809    | 50,1    |
| Плотность населения (чел./км²) | 49,2    | 49,2  | 24,5    | 24,5    | 24,6    | 24,6    |

## Сельские округа
1. Борувек
2. Буды-Вельголеске
3. Будзиска
4. Хыжыны
5. Домбрувка
6. Дембе-Мале
7. Генералово
8. Голелонки
9. Камёнка
10. Лятович
11. Олексянка
12. Редзыньске
13. Ставек
14. Страхомин
15. Трансбур
16. Валиска
17. Венжычин
18. Вельголяс

## Соседние гмины
1. Гмина Борове
2. Гмина Цеглув
3. Гмина Мрозы
4. Гмина Парысув
5. Гмина Сенница
6. Гмина Водыне